# Conrad II Bayer de Boppard
Conrad II Bayer de Boppard, mort en 1459, a été évêque de Metz.

## Biographie
La maison de Bayer est originaire de Boppard, une ville située sur la rive gauche du Rhin entre Oberwesel et Coblence. Quand Thierry V Bayer de Boppard, 72e évêque de Metz, a pris ses fonctions en 1365, une partie de sa famille est venue se fixer dans la région. Conrad II est le fils de Conrad Bayer de Boppart, seigneur de Château-Bréhain et de Marie de Parroye. Il est né dans le château familial de Château-Bréhain.
Il a été chanoine primicier de Verdun.
En 1415, il succède comme évêque de Metz à Raoul de Coucy qui est lui-même nommé évêque de Noyon.
En 1418, il se ligue avec le duc Louis Ier de Bar contre les brigands qui dévastent la région.
Le 22 novembre 1422, il signe un traité d'aliance avec Charles II de Lorraine.
En 1430, il parvient à négocier une paix entre les messins et le duc Charles II, mettant fin à la guerre de la hottée de pommes.
Il se rend à Rome solliciter l'archevêché de Trèves pour son neveu, Jacques de Sierck
À son retour, il prend le parti du duc de Lorraine René Ier de Naples contre Antoine de Vaudémont lors de la bataille de Bulgnéville. Fait prisonnier le 2 juillet avec René, il paye une rançon de dix mille saluts d’or et est libéré le 4 septembre.
Le 8 août 1433, il signe un traité d'alliance avec le duc de Lorraine, les messins, la duchesse de Luxembourg et d'autres seigneurs.
En 1438, René d'Anjou s'engage dans une guerre de succession en Italie. Erard du Châtelet et Conrad Bayer de Boppart sont chargés du gouvernement du duché de Lorraine. Ruiné par les écorcheurs, Conrad tente de lever des impôts sur les fiefs du duché de Lorraine. René le fait arrêter par Vautrin Hazard, curé de Condé sur Moselle, et le fait battre à coups de verges avant de l'emprisonner.
En 1444, il commande à Konrad Witz un retable pour orné la Cathédrale de Genève puis fait construire le château de Moyen.
En 1457, il prend pour coadjuteur George Ier de Bade.
Il est mort le 20 avril 1459 à Metz.